# فليرس (باد كاليه)
فليرس، باد كاليه (بالفرنسية: Flers, Pas-de-Calais)‏ هي بلدية تقع في إقليم باد كاليه من منطقة نور با دو كاليه في شمال فرنسا. تبلغ مساحة هذه المدينة 5.5 (كم²)، وترتفع عن سطح البحر 128 م، يبلغ عدد سكانها 200 نسمة حسب إحصاء المعهد الوطني للإحصاء والدراسات الاقتصادية سنة 2009 م. وترأس Henri Lacaille البلدية خلال فترة (2008-2014).